# Rue des Gâtines
La rue des Gâtines est une voie du 20e arrondissement de Paris, en France.

## Situation et accès
La rue des Gâtines est une voie publique située dans le 20e arrondissement de Paris. Elle débute au 77, avenue Gambetta et se termine au 91 de la même avenue.

## Origine du nom

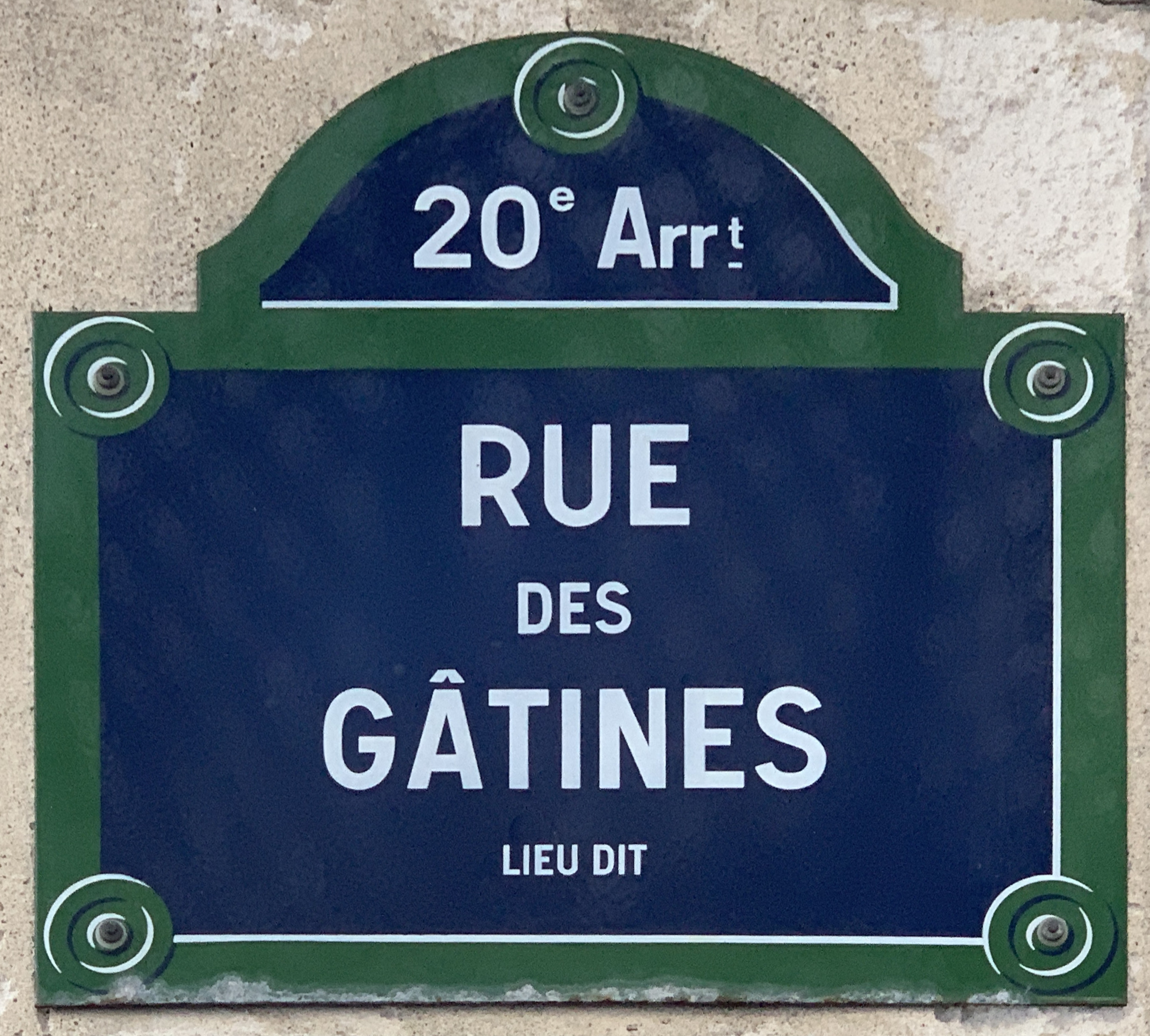
Plaque de la rue.

Cette voie porte le nom d'un lieu-dit, « Gâtine », qui, en vieux français, signifie « lieu désert » ou « terrain en friche ».

## Historique
Anciennement « rue des Basses-Gâtines », elle est renommée en 1881. La rue des Hautes-Gâtines, rebaptisée en 1875, est maintenant la « rue Orfila », qui lui est parallèle.